# KTM 125 Duke

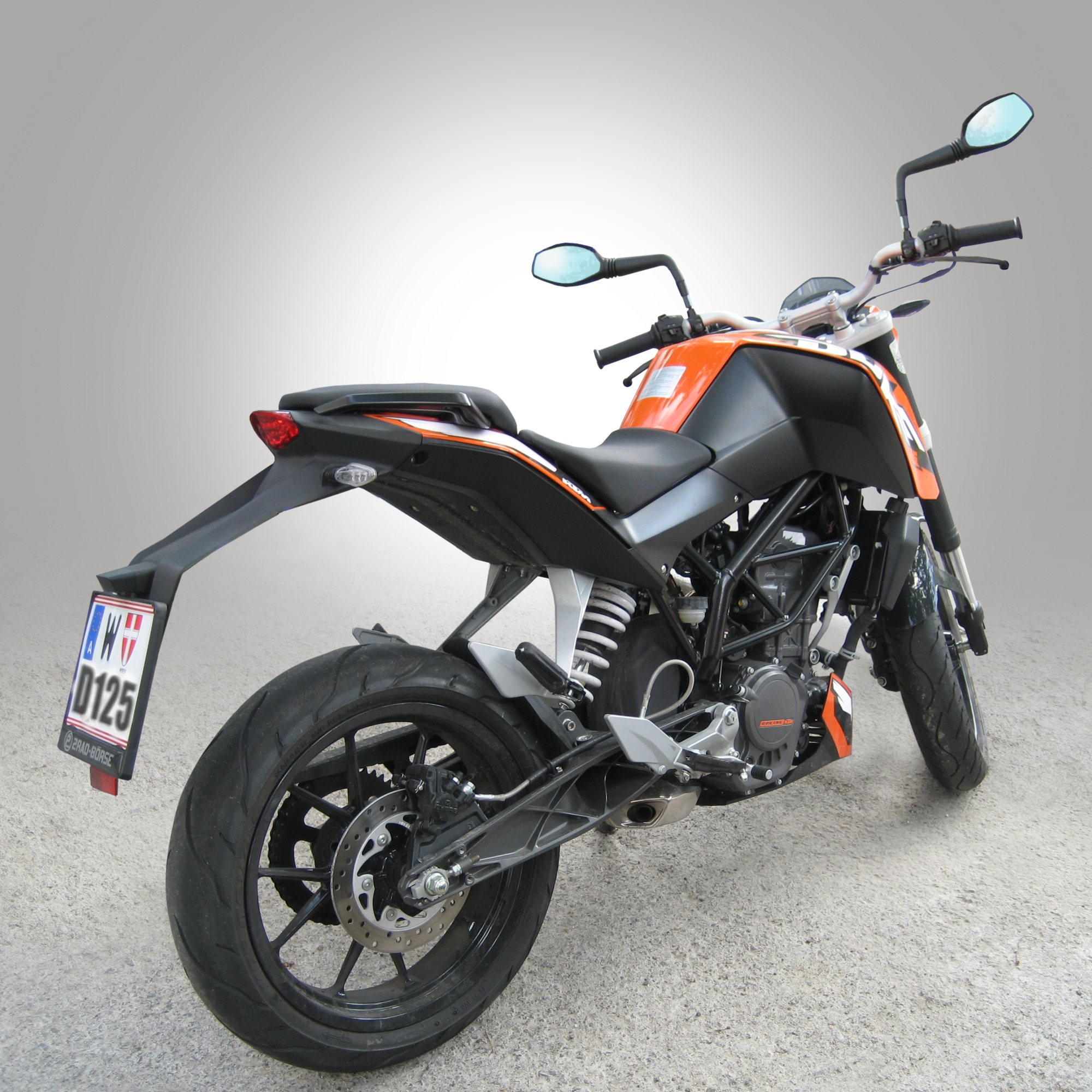
Heckseitenansicht, bis 2017 Auspuff unter dem Motor

Die KTM 125 Duke und 200 Duke sind Motorräder des österreichischen Herstellers Pierer Mobility. Die 200 Duke wurde speziell für die asiatischen Markt konzipiert. Die Motorräder, die die KTM-Duke-Modelle um kleinere Hubräume erweitern, wurden 2007 am Unternehmenssitz in Mattighofen konstruiert und seit 2011 beim indischen KTM-Partner Bajaj Auto in Pune gefertigt. Im September 2017 wurde die 250 Duke ergänzt.

## Modellgeschichte
2013 führte KTM als erster Hersteller in dieser Klasse ABS ein. Im August 2014 wurde die verkleidete KTM RC 125 vorgestellt, die den Motor der 125 Duke verwendet. Die erste umfassende Modellpflege erfolgte 2017.

## Technik
Die Modelle haben identische, pulverbeschichtete Gitterrohrrahmen und unterscheiden sich nur beim Antrieb voneinander. Der flüssigkeitsgekühlte Einzylinder-Viertakt-Ottomotor der 125 Duke hat 58 mm Bohrung und 47,2 mm Hub, bei der 200 Duke sind es 72 mm Bohrung und 49 mm Hub, bei der 250 Duke ist die Bohrung gleich, der Hub beträgt 61,1 mm. Der Motor hat zwei obenliegende Nockenwellen, die per Kette angetrieben werden, und vier Ventile. Das Verdichtungsverhältnis liegt bei 12,6:1 bzw. 11,5:1. Zudem unterscheiden sie sich in den Abmessungen des Zylinderkopfs samt Ventilen, der Kurbelwelle, der Drosselklappe sowie des Auspuffkrümmers. Seit 2017 erfüllen die Dukes die Euro-4-, seit 2021 die Euro 5-Abgasnorm. Das hintere Rahmenteil ist seit 2017 nicht mehr verschweißt, sondern verschraubt.
Die Modelle haben Elektrostarter und eine mechanisch betätigte Mehrscheibenkupplung im Ölbad. Die 125 Duke emittiert 56 g Kohlendioxid pro Kilometer. Der Kraftstoffverbrauch beträgt laut Herstellerangabe 2,4 l/100 km, aus Tests ergaben sich unter 3 l/100 km. Mit dem 2017 von 11 auf 13,4 l vergrößerten Tankinhalt beträgt die theoretische Reichweite etwa 500 Kilometer. Für die 200 Duke werden 3,7 l/100 km berichtet.
Vorn und hinten haben beide Motorräder Scheibenbremsen. Vorn ist es eine Scheibenbremse mit Vierkolben-Radialfestsattel, die seit 2013 der in der KTM 390 Duke entspricht, hinten eine mit Einkolben-Schwimmsattel. Ebenso seit 2013 ist die Bremse der 125 Duke mit Zweikanal-ABS unterstützt. Die Federung vorn hat einen Federweg von 142 mm, hinten sind es 150 mm.
Die 125 Duke darf mit der Führerscheinklasse A1 oder B196 gefahren werden. Die 200 Duke bedarf mindestens der Klasse A2.
Der Rahmen beider Modelle ist gewissermaßen baugleich mit dem Schwestermodell 390 Duke. Darüber hinaus haben beide seit 2017 ein Kombiinstrument mit TFT-Display. Außerdem haben die Maschinen seit der Überarbeitung im Mai 2017 einen LED-Scheinwerfer. Die Software dieses Scheinwerfers führte nach seiner Einführung Mitte 2017 zu einem Rückruf, um einem möglichen Ausfall des Scheinwerfers bei Nacht vorzubeugen.

## Testeindrücke
„[…] das 2020er Modell die absolute Spitzenreiterin der A1-Klasse. […] Die KTM Duke 125 ist auch in der Euro 5-Version das Motorrad, das es in der A1-Klasse zu schlagen gilt. Überlegene Ausstattung, potenter Motor, gutes Fahrwerk, tolles Display und spaßiger Supermoto-Modus lassen nicht nur das Herz der 16-Jährigen höher schlagen. Die Optik polarisiert zwar, lässt den Beobachter aber auch die kleinste Duke eindeutig als solche erkennen. Die Duke 125 ist zwar nicht billig aber ihren Preis wert.“

## Neuzulassungen in Deutschland
Schon 2012 wurde die 125 Duke mit 1519 verkauften Maschinen Marktführer. 2015 wurde sie in Deutschland 2803-mal zugelassen. Im Jahr 2019 wurden in Deutschland 3313 verkauft und 2020 waren es 5334 erstmals zugelassene KTM 125 Duke, womit sie auch in der Nicht-A1-Klasse-Statistik zu den ersten drei gehören würde; nur die BMW R 1250 GS verkaufte sich 2020 öfter. 2021 waren es 2970 Duke 125, die unter den Leichtkrafträdern meistzugelassene Maschine war die Yamaha MT-125 (ebenfalls ein Naked-Bike, 3.144 Exemplare).